# 泡腺血桐
泡腺血桐（学名：Macaranga pustulata）为大戟科血桐属下的一个种。

## 扩展阅读
- 維基物種上的相關：泡腺血桐